# San Antonio la Esperanza, Morelos
San Antonio la Esperanza är en ort i Mexiko.   Den ligger i kommunen Jantetelco och delstaten Morelos, i den sydöstra delen av landet, 100 km söder om huvudstaden Mexico City. San Antonio la Esperanza ligger 1 170 meter över havet och antalet invånare är 234.
Terrängen runt San Antonio la Esperanza är kuperad åt nordost, men åt sydväst är den platt. Runt San Antonio la Esperanza är det ganska tätbefolkat, med 179 invånare per kvadratkilometer. Närmaste större samhälle är Axochiapan, 12,3 km söder om San Antonio la Esperanza. I omgivningarna runt San Antonio la Esperanza växer huvudsakligen savannskog.